# Harbo församling
Harbo församling är en församling i Östervåla-Harbo pastorat i Upplands västra kontrakt i Uppsala stift. Församlingen ligger i Heby kommun i Uppsala län.

## Administrativ historik
Församlingen har medeltida ursprung och utgjorde till 1962 ett eget pastorat. Från 1962 är församlingen annexförsamling i pastoratet Östervåla och Harbo.

## Kyrkor
- Harbo kyrka

## Kyrkoherdar
| Ämbetstid | Namn                   | Levnadstid | Övrigt                                   |
| --------- | ---------------------- | ---------- | ---------------------------------------- |
| -1542-    | Andrea Olaui           |            |                                          |
| -1571-    | Olaus                  |            |                                          |
| -1573-    | "Herr Lars"            |            |                                          |
| 1577-1620 | Laurentius Andreae     |            |                                          |
| 1620-1659 | Haquin Gudhemius       |            |                                          |
| 1659-1686 | Erik Matthiae Noraeus  |            |                                          |
| 1686-1694 | Anders Tärnström       |            |                                          |
| 1695-1715 | Johan Kempe d.ä.       |            |                                          |
| 1716      | Johan Sparrman         | 1676–1716  |                                          |
| 1718-1748 | Johan Kempe d.y.       | 1677–1748  |                                          |
| 1749-1760 | Johan Hedström         | 1700–1760  |                                          |
| 1762-1792 | Gustaf Adolf Hedenberg | 1713–1792  |                                          |
| 1794-1820 | Anders C. Berggren     |            | Senare kyrkoherde i Ljusdals församling. |
| 1820-1827 | Jonas Arnander         | 1757–1827  |                                          |
| 1828-1830 | Anders Adolf Nesselius | 1785–1830  |                                          |
| 1830-1842 | Pehr Johan Berg        | 1786–1842  | Kontraktsprost.                          |
| 1845-1850 | Johan Henric Rollin    | 1795–1850  |                                          |
| 1854-1866 | A. J. Weideman         | –1866      |                                          |
| 1867-1883 | K. A. Öhrn             |            | Senare kyrkoherde i Alsike församling.   |
| 1884-1895 | Olof Gustaf Sylwén     | 1826–      | Kontraktsprost.                          |
| 1895-1905 | Johan Höijer           |            |                                          |
| 1905-1931 | Olof Wilhelm Ullén     |            |                                          |
| 1931-1965 | Heribert Bergvik       |            |                                          |

Från 1965 har endast komminister funnits i församlingen.

### Komministrar
Komministertjänsten drogs in 1873.
| Ämbetstid | Namn                  | Levnadstid | Övrigt                                     |
| --------- | --------------------- | ---------- | ------------------------------------------ |
| 1593      | Petrus Andreae        |            |                                            |
|           | Andreas               |            |                                            |
| –1643     | Olof P. Willius       |            | Senare komminister i Theda församling.     |
| 1644–1672 | Haquin Gudhemius      |            | Senare komminister i Vallby församling.    |
| 1673–1686 | Anders Ternström      |            | Senare kyrkoherde i församlingen.          |
| 1687–1697 | Johan Noraeus         |            | Senare komminister i Skeptuna församling.  |
| 1698–1716 | Matthias Hedin        | –1716      |                                            |
| 1716–1722 | Christopher Ternström | 1680–1722  |                                            |
| 1724–1737 | Lars Bozaeus          |            | Senare komminister i Fittja församling.    |
| 1737–1767 | Olof Anrström         | 1700–1767  |                                            |
| 1768–1776 | Herman Fredric Joran  |            | Senare komminister i Årsunda församling.   |
| 1776–1798 | Samuel Åhrman         |            | Senare komminister i Lohärads församling.  |
| 1798–1820 | Jonas Arnander        |            | Senare kyrkoherde i församlingen.          |
| 1821–1833 | Carl Fredric Östman   |            | Senare komminister i Lohärads församling.  |
| 1834–1837 | Lars Gustaf Rehnström |            | Senare komminister i Torstuna församling.  |
| 1838–1847 | Carl Anton Wilander   | 1806–      | Senare kyrkoherde i Nora församling.       |
| 1847–1863 | O. Hedenström         |            | Senare komminister i Hedesunda församling. |
| 1863–1873 | K. G. A. Löfdahl      |            | Senare kyrkoherde i Lena församling.       |